# Fatality (Mortal Kombat)
Dentro de la serie de videojuegos Mortal Kombat, el Fatality es un movimiento especial mediante el cual el vencedor de un combate asesina a su rival, usualmente de forma brutal. Esto lo diferenció de otros juegos de la época como The King of Fighters y Street Fighter II (en el que el perdedor simplemente terminaba noqueado en el suelo cuando se quedaba sin vida), al punto de convertirse en un sello distintivo de la saga.

## Dentro de juego
La mecánica del Fatality es la siguiente: Cuando aparezca el anuncio de Finish Him («Acábalo» en español) o Finish Her («Acábala» en español), el luchador que pierde quedará mareado por unos segundos antes de caer definitivamente al suelo. En este lapso de tiempo el ganador del combate tendrá la oportunidad de realizar un Fatality y ejecutar a su oponente.
Un Fatality se ejecuta mediante una secuencia de botones, como cualquier movimiento especial, pero a diferencia de éstos los Fatalities tienen algunos requerimientos adicionales: solo se pueden ejecutar al finalizar el combate (cuando aparezca el anuncio de Finish Him o Finish Her), y el peleador debe estar a una distancia específica de su oponente (aunque algunos pocos Fatalities pueden ser realizados a cualquier distancia del rival). Algunos Fatalities solo se pueden ejecutar en escenarios específicos (Stage Fatalities).
Algunos Fatalities se han vuelto un sello de identidad para algunos personajes que los realizan, como el Kiss of Death (Sonya), Kiss of Doom (Kitana), Toasty! (Scorpion) o Spine Rip (Sub-Zero).

## Otros movimientos finales

### Stage Fatality
Un Stage Fatality («Fatality de escenario») es un Fatality que se puede realizar en ciertos escenarios del juego, utilizando los elementos del propio escenario para matar al oponente (por ejemplo arrojarlo de un puente o a un pozo lleno de ácido). Casi todos los juegos de la serie tienen al menos un Stage Fatality, siendo Mortal Kombat: Deadly Alliance, Mortal Kombat vs. DC Universe y Mortal Kombat 1 las únicas excepciones. En Mortal Kombat 11 fueron incluidos como DLC en el pack de expansión Aftermath.
En Mortal Kombat: Deception y Mortal Kombat: Armageddon los Stage Fatalities, llamados aquí Death Traps [«trampas mortales»], tenían características únicas:
- Podía haber más de uno en algunos escenarios, como Kahn's Arena en MK Armageddon donde se puede ver una trituradora, un foso con lanzas, un pozo con lava y otro con ácido.
- No requerían una combinación de botones para ejecutarlos, basta con estar ampliamente cerca de la trampa y golpear al rival lo suficientemente fuerte como para que caiga en dicha trampa.
- Podían ser ejecutados en cualquier momento durante la pelea, particularmente en cualquier ronda. Esto tenía un efecto particular: Un luchador podía por ejemplo morir en un Death Trap en la primera ronda y luego regresar vivo al inicio de la segunda.

### Friendship
Apareció en Mortal Kombat II, Mortal Kombat 3, Ultimate Mortal Kombat 3 y Mortal Kombat Trilogy. Al ejecutar un Friendship («amistad») el ganador del combate hace algún acto gracioso y no mata al rival. En Mortal Kombat 11 fueron incluidos como DLC en el pack de expansión Aftermath.
Algunos ejemplos:
- Kung Lao saca un conejo de su sombrero (en MK2).
- Scorpion, Sub-Zero y Reptile sacan un muñeco de ellos mismos con un mensaje para comprarlos (en MK2).
- Kano mastica un chicle e intenta hacer un globo pero este le revienta en la cara (en MK3 y UMK3).
- Liu Kang juega a las sombras chinescas y forma el logo del Dragón de Mortal Kombat con sus manos (en MK3).
- Mileena saca un espejo y se mira en él, pero debido a su fealdad el espejo se rompe (en UMK3).

Tras ejecutar el Friendship se escucha a Shao Kahn anunciando al ganador del combate y luego diciendo «Friendship... Friendship?» (en MK2), «Friendship... Friendship? Again?» (en MK3, UMK3 y MKT) y «Friendship» (en MK11).

### Babality
Apareció en Mortal Kombat II, Mortal Kombat 3, Ultimate Mortal Kombat 3, Mortal Kombat Trilogy y Mortal Kombat (2011). El perdedor del combate es convertido en un bebé (una versión infantil del mismo luchador).
En el videojuego del 2011, además, el bebé hace alguna monería o acto gracioso. Por ejemplo:
- Sheeva hace un berrinche y comienza a saltar, y a medida que salta hace retumbar ligeramente el suelo.
- Scorpion lanza su arpón, pero es tan pesado para él que pierde el equilibrio y cae llorando al suelo.
- Cyrax juega con una de sus bombas, pero ésta le revienta en la cara.
- Reptile es convertido en un huevo, y luego de unos segundos se rompe el cascarón y sale el bebé Reptile babeando ácido.
- Skarlet saca un biberón lleno de leche, lo mira, hace un gesto, lo arroja y saca otro biberón lleno de sangre, del cual bebe con gusto.
- Sonya Blade hace su conocida «Arc Kick» y se cae de espaldas, luego comienza a llorar.
- Shao Kahn se transforma en bebé, amenaza a su oponente (le dice "You Suck") y se ríe a carcajadas.

### Animality
Apareció en Mortal Kombat 3, Ultimate Mortal Kombat 3 y Mortal Kombat Trilogy. El ganador del combate se transforma en un animal y mata al rival. En Mortal Kombat 1 fueron incluidos en la expansión DLC Khaos Reigns.

### Brutality
Apareció en Mortal Kombat 3, Ultimate Mortal Kombat 3, Mortal Kombat Trilogy y Mortal Kombat Shaolin Monks. El ganador del combate inicia una serie de golpes contra su rival. Los golpes son cada vez más rápidos y contundentes, y no se detienen hasta que el rival estalla en pedazos.
También aparece en Mortal Kombat X, Mortal Kombat 11 y Mortal Kombat 1, pero aquí el Brutality es diferente. Se ejecuta como si fuera un ataque especial más cuando el oponente está a punto de perder el combate, pero en vez del anuncio de «Finish Him!» o «Finish Her!», el ataque actúa como un golpe de gracia que matará al oponente, que solo podrá realizarse tras completarse una serie de requisitos durante la pelea, dando por terminado el combate.

### Hara-Kiri
Apareció en Mortal Kombat: Deception. El perdedor del combate se quita la vida antes que el ganador tenga oportunidad de matarlo.
Pese al nombre, el único que se hace un harakiri propiamente dicho (cortándose el vientre) es Kenshi. El resto de luchadores realizan otro tipo de acciones para quitarse la vida. Por ejemplo:
- Ermac se da de cabezazos contra el suelo hasta que su cabeza estalla.
- Scorpion se rompe el cuello él mismo.
- Shao Kahn lanza su martillo al aire y espera a que éste le caiga en la cabeza, matándolo.
- Sindel salta hacia atrás haciendo una voltereta, pero cae de cabeza en el suelo y se rompe el cuello.
- Bo' Rai Cho se empieza a hinchar hasta que explota en pedazos.
- Hotaru se agarra del pelo y se arranca la columna vertebral a sí mismo.

El Hara-Kiri es el único movimiento final que es realizado por el luchador que pierde el combate.

### Kreate-a-Fatality
Apareció en Mortal Kombat: Armageddon y representó un cambio drástico respecto a las versiones anteriores. El ganador del combate puede «encadenar» una serie de pequeños movimientos violentos contra su rival (como romperle un brazo al rival o arrancárselo) para terminar matándolo con un movimiento final (por ejemplo, arrancarle la cabeza).
Dependiendo de la cantidad de movimientos que se logre encadenar, el Fatality obtiene una denominación propia:
| N.º movimientos | Denominación      |
| --------------- | ----------------- |
| 1               | Fatality          |
| 2               | Deadly Fatality   |
| 3               | Killer Fatality   |
| 4               | Bloody Fatality   |
| 5               | Mortal Fatality   |
| 6               | Brutal Fatality   |
| 7               | Evil Fatality     |
| 8               | Vicious Fatality  |
| 9               | Savage Fatality   |
| 10              | Extreme Fatality  |
| 11 o más        | Ultimate Fatality |

Este nuevo sistema le dio un carácter distinto a los Fatalities, pues ya no era sólo presionar una serie de botones y sentarse a ver cómo el ganador remataba a su rival, sino que los jugadores podían crear sus propios Fatalities encadenando movimientos distintos en cada oportunidad. Sin embargo, la poca variedad de movimientos que ofrecía el juego motivó el rechazo de los fanáticos, al punto que para juegos posteriores se volvió al sistema clásico de Fatalities.

### Heroic Brutality
Apareció en Mortal Kombat vs. DC Universe. El ganador finaliza el combate con un movimiento violento contra su oponente pero sin llegar a matarlo.
Solo lo ejecutan los héroes de DC (los personajes de Mortal Kombat y los villanos de DC ejecutan Fatalities).

### Quitality
Aparece en Mortal Kombat X, Mortal Kombat 11 y Mortal Kombat 1. El Quitality se aplica cuando se está jugando en línea y el contrincante decide abandonar la pelea de manera abrupta (Rage quit). El jugador que permaneció en la pelea, ganará de manera automática, mientras que al personaje del jugador que abandonó la pelea, le explotará la cabeza. En MK1 el personaje del jugador que abandonó la partida puede morir de varias formas.

### Faction Kill
Aparece en Mortal Kombat X. La diferencia con un Fatality clásico es que el ganador del combate le da la oportunidad a otro de su misma facción para que sea él quien acabe con el oponente.

## Controversia
La naturaleza violenta de los Fatalities propició un debate acerca de la violencia en los videojuegos. Una controvertida audiencia en el Congreso de los Estados Unidos ayudó a preparar el camino para la creación del sistema de clasificación de videojuegos ESRB en el año 1994, mediante el cual los videojuegos son catalogados según su contenido violento, además de otros criterios como el contenido sexual.
En Mortal Kombat vs. DC Universe, los Fatalities de The Joker y Deathstroke tuvieron que ser modificados en aquellos países donde el juego se distribuía con clasificación para adolescentes: en la versión PAL termina con un disparo en la cara a su rival, pero en la versión NTSC del juego la cámara se desplaza ligeramente justo en el momento de disparo y no permite ver directamente el impacto de la bala en el oponente.

## En otros videojuegos

### De la serieMortal Kombat
Los beat' em ups Mortal Kombat Mythologies: Sub-Zero y Mortal Kombat: Shaolin Monks también incluyeron Fatalities.
- Para MKMSZ se incluyó el sistema clásico de Fatalities, el cual se puede usar contra los subjefes Scorpion, Kia, Jataaka y Sareena.

- Para MKSM el sistema de Fatalities se modificó: Cada jugador dispone de un medidor que al inicio del juego está vacío. A medida que el jugador va derrotando enemigos se va llenando este medidor. Cuando el medidor está lleno, al pulsar un botón mientras se ataca a un enemigo se activa el Fatality: Se oye el «Finish Him» o «Finish Her» del anunciador y, si el Fatality se realiza por primera vez en un nivel, aparecen en pantalla los botones que el jugador deberá presionar para ejecutar el Fatality (a partir de la segunda vez sólo aparecerán signos de interrogación en la pantalla, por lo que el jugador deberá recordar y presionar de memoria los botones que aparecieron la primera vez). Cabe destacar que en MKSM los Fatalities se realizaban de una forma visualmente más cinematográfica que en el resto de videojuegos de la serie, incluyendo movimientos más amplios de los personajes en el escenario, cambios de cámara y ataques previos al Fatality propiamente dicho.

### De otras series
Debido a la influencia de los Fatalities en Mortal Kombat, otros videojuegos comenzaron a incluirlos.
Tal es el caso de Killer Instinct que incluyó dos tipos de movimientos finales:
- No Mercy, análogo al Fatality de MK.
- Humilliation, donde se obliga al perdedor del combate a bailar para el ganador.

El videojuego de lucha War Gods incluyó también sus propios Fatalities.
En la saga de juegos de lucha Samurai Showdown hecha por SNK hay se pueden realizar una especie de movimientos parecidos a los Fatalities cuando se finaliza una pelea.
En el juego de peleas Red Earth desarrollado por Capcom exclusivo para arcades también hay movimientos estilo Fatalities cuando se termina una pelea.
En el juego de peleas Thrill Kill que fue cancelado por Electronic Arts por su exagerado nivel de violencia, se pueden realizar movimientos estilo Fatalities llamados Thrill Kills.
En el beat' em up Nightmare Creatures 2 se puede hacer un Fatality simple a los enemigos que se van venciendo a medida que se va recorriendo el nivel.
En el beat' em up Crime Life: Gang Wars existe un movimiento llamado Fatal Attack que se activa cuando presionamos un boton mientras aparece un icono en la cabeza del oponente con la vida baja. Ciertos personajes principales también podrán realizar este ataque e incluso podremos ser víctima de este.

### En otros medios
Los Fatalities llegaron a ser populares que también aparecen referencias o parodias en algunas series o películas. Unos ejemplos son:
- En la serie animada Transformers: Prime, a pesar de estar dirigida hacia el público infantil, hay escenas de muertes como en un capítulo Starscream mata a Cliffjumper de una manera brutal, en un capítulo de la tercera temporada Megatron mata a Bumblebee pero Megatron también es asesinado, todos resucitan incluyendo a Megatron.

- En un capítulo de La casa de los dibujos aparece Scorpion realizando su Fatality a Xander. Curiosamente, Scorpion aparece con su traje de Mortal Kombat: Deception, pero tanto la palabra «Fatality» en pantalla como la voz del anunciador (en la versión original en inglés) son de Mortal Kombat: Deadly Alliance.

- En la serie Malcolm in the Middle, el personaje de Hal Wilkerson menciona a Sub-Zero diciendo: "Nadie puede ganarle a Sub-Zero".

- En la película Proyecto X se puede ver al videojuego Mortal Kombat 9.

- En la película Rambo V: Last Blood de la serie Rambo, se aprecia la escena de John Rambo realizando un Brutality a Hugo Martínez (el hermano de Víctor Martínez y miembro del Cártel de los Martínez), mientras le arranca su corazón.

- En la serie animada My Little Pony: La magia de la amistad, una serie dirigida a niños y niñas pequeñas, aun así, esta serie no queda exenta de tener referencias a Mortal Kombat. En la parte 2 del primer capítulo de la primera temporada, las protagonistas (Pinkie Pie, Rarity, Fluttershy, Twilight Sparkle, Applejack y Rainbow Dash) usan su magia para hacer que Nightmare Moon vuelva a su forma normal (una clara referencia a los Babalities), en la segunda parte del primer capítulo de la segunda temporada hacen lo mismo, pero contra Discord y lo convierten en piedra.

## Datos de interés
- En la versión de Super Nintendo de Mortal Kombat 1 algunos Fatalities fueron "suavizados" dada la política de Nintendo respecto a la violencia en los videojuegos. A su vez, las Fatalities fueron renombradas a Finishing Bonus. Por ejemplo, cuando el perdedor es arrojado del puente en el escenario The Pit, éste queda clavado a unas estacas en el fondo del foso arrojando chorros de sangre. En la versión de SNES sin embargo, y dado que en esta versión se redujo la violencia del juego en general, el oponente simplemente cae al suelo del foso (aun cuando sigue habiendo estacas en el suelo) y no se desangra. Algunos Fatalities fueron incluso totalmente cambiados, por ejemplo Sub-Zero no ejecuta su Spine Rip (arrancar la cabeza y la espina dorsal a su oponente), en lugar de eso él congela al rival y luego lo rompe en pedazos de un golpe, en un acto visualmente menos violento.

- De los primeros juegos versiones como Game Gear, Game Boy, Sega Genesis entre otros se quitaron personajes, algunas Fatalities se cambiaron e incluso se quitaron voces.

- En Mortal Kombat II, cuando el ganador clava a su oponente en el techo en el escenario Kombat Tomb, si el jugador mantiene presionado el botón Abajo el oponente caerá al suelo. Lo mismo puede hacerse en Mortal Kombat 4 y Mortal Kombat Gold en el escenario Goro's Lair.
- El Fatality Toasty! de Scorpion en MK2 (donde se saca su máscara y quema al rival) puede ser realizado de dos maneras distintas: La manera normal es pulsando Arriba, Arriba, Golpe alto y se debe hacerlo a una distancia media del oponente. La segunda forma es pulsando Abajo, Abajo, Arriba, Arriba, Golpe alto, puede ser hecho a cualquier distancia del oponente y se puede oír la voz de Dan Forden diciendo «Toasty!».
- Al realizar este mismo Fatality en Mortal Kombat 4 y Mortal Kombat Gold se puede oír la voz de Dan Forden diciendo «Toasty 3D!» (en alusión a que fueron los primeros juegos con gráficos 3D de la saga).
- En MK1 y MK2 un glitch permitía a Johnny Cage arrancar tres cabezas de su oponente con su Fatality. En Mortal Kombat 11, uno de los Fatalities de Cage hace referencia a dicho glitch.
- El Fatality de autodestrucción de Cyrax en Mortal Kombat 3, Ultimate Mortal Kombat 3, Mortal Kombat Trilogy y Mortal Kombat Gold es una copia fiel del mecanismo de autodestrucción del extraterrestre Depredador, de la película del mismo nombre (de hecho, el diseño general de los ciberninjas está también basado en este mismo personaje, algo que cambiaría en los últimos videojuegos). Este mismo Fatality se convertiría después en el Hara-Kiri de Smoke en Mortal Kombat: Deception.
- Mortal Kombat: Deadly Alliance no tuvo Stage Fatalities debido a un grave error de programación que no pudo ser corregido a tiempo (el mismo que también impidió darle un segundo Fatality a cada luchador). El plan, sin embargo, era que sí tuviera Stage Fatalities, lo cual se puede comprobar viendo los elementos de algunos escenarios. El único rasgo de Stage Fatality que quedó en este juego es en el escenario Acid Bath, donde si uno se acerca demasiado a las estatuas que rodean la plataforma éstas escupirán ácido al luchador, sin importar si el luchador dañado va ganando o perdiendo el combate.
- En Mortal Kombat: Deception, el Fatality «Spine rip» (hasta entonces un sello de identidad de Sub-Zero) es realizado por Scorpion.
- En Mortal Kombat vs. DC Universe también se redujo la violencia de los Fatalities, al tratarse de un videojuego dirigido a un público más joven.
- El primer Fatality de Shang Tsung en Mortal Kombat (videojuego de 2011) es tomado directamente del Fatality de The Joker en Mortal Kombat vs. DC Universe: Transformándose previamente en un payaso demoníaco, Tsung saca primero una pistola y le dispara al rival, pero de ella sale una bandera (ya que la pistola resulta ser de juguete), luego saca otra pistola (pero esta vez una pistola real) y le dispara en la cara a su oponente. Sin embargo, como el videojuego del 2011 ya no estaba clasificado para adolescentes, se hizo sin la autocensura aplicada al videojuego anterior, e incluso el Fatality de Shang Tsung es más descarnado que el de The Joker, aun en su versión original (en el Fatality de Tsung la cabeza del rival estalla completamente tras el balazo, a diferencia del Fatality de The Joker en el que el oponente simplemente recibe el balazo y cae al suelo).
- Dentro de los rumores de elementos ocultos en los videojuegos de la saga, hubo uno en MK2 llamado Nudality donde se desnudaba al perdedor del combate. Esto ha sido tomado por el juego Tattoo Assasins, el cual tuvo programadores que participaron de MK.

- No todos los personajes tienen una Fatality propia (sin contar el Kreate-a-Fatality de Mortal Kombat Armageddon) estos personajes son: Moloch, Blaze, Mokap, Onaga, Taven y Daegon.